# El misteri d'Edwin Drood
El misteri d'Edwin Drood (en anglés: The Mystery of Edwin Drood) és la quinzena i darrera novel·la de l'escriptor britànic Charles Dickens, mort sobtadament al juny de 1870, abans de poder acabar-la, esgotat per una gira de comiat amb dotze lectures públiques de les seues obres.
Només sis dels dotze lliuraments mensuals projectats publicà Chapman and Hall, d'abril a setembre de 1870, amb il·lustracions de Samuel Luke Fidles i una coberta de Charles Allston Collins. Publicada en volum el 30 d'abril d'aquest mateix any, amb il·lustracions de Marcus Stone, la novel·la, tot i que amb algunes indicacions sobre la continuació prevista, deixa molts misteris que han dilucidat crítics i escriptors des de 1870.
La història té lloc a Cloisterham, ciutat imaginària inspirada en Rochester, al comtat de Kent, la topografia del qual, arquitectura i atmosfera, ben conegudes per Dickens, que passà part de la infantesa a la localitat veïna de Chatham, és fidelment evocada. Tracta sobretot del jove Edwin Drood, orfe, promés per testament a Rosa Bud, també òrfena, unió que aniria acompanyada d'una fortuna. Edwin Drood està molt unit al seu oncle Jasper, personatge difús, adepte als fumadors d'opi de Londres, i alhora mestre de cor en la catedral de la ciutat i secretament enamorat de la seua futura neboda. Altres personatges prou misteriosos, com els bessons Neville i Helena Landless, vinguts de Ceilan, compliquen les relacions entre els diversos actors de la novel·la.
Edwin i Rosa acaben renunciant a la seua unió; de sobte, Edwin desapareix i el manuscrit s'interromp poc després. A causa de la mort de l'autor, no es coneix el final de la història i la identitat de l'assassí continua sent objecte de debat: allò que Paul Schlicke ha denominat «la indústria de la resolució del misteri», anomenada també com la «literatura droodiana» (Droodian literature), llarga sèrie de recerques, hipòtesis, solucions i finals de tota mena. A més, les especulacions continuen alimentant la crònica de successos de la literatura, l'últim avatar en l'adaptació televisiva de la novel·la en dues parts, amb una seqüela anunciada com a «definitiva» que la BBC2 transmeté el 10 i 11 de gener de 2012.
El darrer llibre de Dickens, que sens dubte sembla una novel·la policíaca, es podria també llegir com la «culminació de temes i motius de les seues obres anteriors», cosa que crítics eminents com Edmund Wilson o Angus Wilson s'han dedicat a analitzar.

### Text
- Dickens, Charles; Introducción, apéndices y notas de Angus Wilson.. The Mystery of Edward Drood (en anglès).  Harmondsworth: Penguin Classics, 1986, p. 314. ISBN 0-14-043092-X.
- Dickens, Charles; Preston; Introducción y notas de Peter Preston. The Mystery of Edwin Drood and Other Stories (en anglès).  Ware, Hertfordshire: Wordsworth Editions Limited, 2005, p. 464. ISBN 978-1-85326-729-1.

### Obres generals
- Stapleton, Michael. The Cambridge Guide to English Literature (en anglès).  Londres: Hamlyn, 1983, p. 993. ISBN 0600331733.
- Drabble, Margaret. The Oxford Companion to English Literature (en anglès).  Londres: Guild Publishing, 1985, p. 1155. ISBN 978-0199214921.
- Ackroyd, Peter. {{{títol}}} (en anglès).  Londres: Stock, 1993, p. 347. ISBN 978-0099437093. |títol= (ajuda);
- Sanders, Andrew. The Oxford History of English Literature (en anglès).  Oxford: Oxford University Press, 1996. ISBN 0-19-871156-5.
- Schlicke, Pul. Oxford Reader’s Companion to Dickens (en anglès).  Nueva York: Oxford University Press, 1999, p. 676. ISBN 0-19-866253-X.
- Davis, Paul. Charles Dickens A to Z (en anglès).  Nueva York: Checkmark Books, 1999, p. 432. ISBN 0-8160-4087-7.
- Jordan, John O. The Cambridge Companion to Charles Dickens (en anglès).  Nueva York: Cambridge University Press, 2001, p. 235. ISBN 0-52166964-2.
- Paroissien, David. «El misterio de Edwin Drood». A: A Companion to Charles Dickens (en anglès).  Chichester: Wiley Blackwell, 2011, p. 515. ISBN 978-0-470-65794-2.